# August Friedrich Ernst Langbein

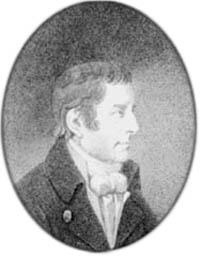
August Friedrich Ernst Langbein

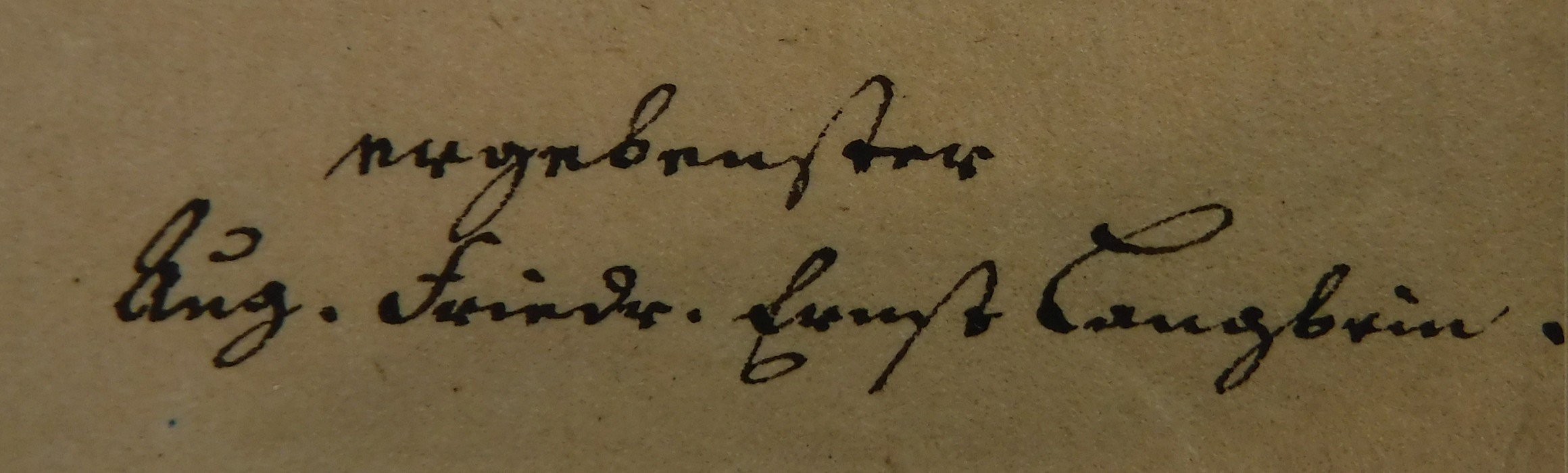
Unterschrift Langbeins 1815

August Friedrich Ernst Langbein (* 6. September 1757 in Radeberg; † 2. Januar 1835 in Berlin) war ein deutscher Dichter und Romanschriftsteller.

## Leben
August Ernst Friedrich Langbein, Sohn des Radeberger Amtmannes Ernst Ludwig Langbein (1734–1824, ab 1787 Justizamtmann zu Radeberg) und Enkel des Radeberger Amtmannes Johann Balthasar Langbein, war das älteste von 15 Kindern. Er wurde im Schloss Klippenstein geboren und wuchs überwiegend im väterlichen „Langbeinschen Garten“ neben dem Schloss auf. Unterrichtet wurde er vom Hauslehrer der Familie, dem Rektor der Radeberger Stadtschule Johann Michael Klemm, der auch Hauslehrer von Karl Gottlob Sonntag, dem späteren Oberpastor von Riga und Generalsuperintendenten von Livland, gewesen war.
Bereits als 12-Jähriger schrieb Langbein erste eigene Verse. Ab 1772, seinem 15. Lebensjahr, erhielt er seine Ausbildung in der Fürstenschule in Meißen, die er 1777 mit Auszeichnung abschloss. Als Anerkennung dessen durfte er das „Abschlußgedicht“ verfassen. Ab 1777 studierte er in Leipzig Jura und trat 1781 eine Stelle als „Vize-Actuarius“ in Großenhain an. Mangels dortiger beruflicher Aufstiegs-Chancen ging er nach Dresden, wo er zunächst 2 Jahre als selbständiger Advokat, dann als Sachverwalter und Kanzlist im Geheimen Archiv arbeitete. 1780 wurde in der Zeitschrift „Poetische Blumenlese für das Jahr 1780“ sein erster Text veröffentlicht. 1800 heiratete er Johanna Eleonore Reichel, Tochter eines Lohgerbermeisters aus Tharandt.
Nachdem Langbein schon als Student in Gottfried August Bürgers „Musenalmanach“ debütiert hatte und erste bescheidene Erfolge als Schriftsteller feiern konnte, gab er die ungeliebte Kanzlistenstelle auf und ließ sich 1800 in Berlin als freier Schriftsteller nieder. Das führte zum familiären Bruch mit seinem Vater Ernst Ludwig Langbein, Justizamtmann zu Radeberg, der für seinen Sohn eine erfolgversprechende Laufbahn als Amtmann zu Radeberg vorgesehen hatte.
Langbein entwickelte mit Romanen und Erzählungen eine erstaunliche Produktivität, konnte letztendlich aber davon nicht leben. Charlotte von Kalb, die Langbeins Roman Der graue König außerordentlich schätzte, machte Prinzessin Marianne von Preußen auf den Dichter aufmerksam. Ihrem Einfluss ist es wohl zu verdanken, dass man Langbein 1820 das Amt eines Zensors für schönwissenschaftliche Schriften übertrug. Langbein war ein verhältnismäßig milder Zensor, der immer wieder in Konflikte mit seinen Vorgesetzten geriet. Dass er eigene Werke aus den Katalogen der Leihbibliotheken gestrichen haben soll, gehört wohl in den Bereich der Anekdote. Allerdings verleugnete er später einige seiner Jugendwerke und entschärfte zuletzt mehrere seiner frühen Werke, die ihm zu anstößig oder zu kritisch gegen Adel und Obrigkeit erschienen.
August Friedrich Ernst Langbein starb Anfang 1835 im Alter von 77 Jahren in Berlin in ärmlichen Verhältnissen. Er wurde auf dem Dorotheenstädtischen Friedhof beigesetzt. Die heute nicht mehr existierende, bereits im Sommer 1907 nicht mehr vorhandene und auch nicht sonst markierte Grabstätte wurde wie folgt beschrieben:

„Das Grabmal Langbeins […] besteht aus einem circa sechs Fuß hohen eisernen Kreuze, mit Vergoldungen und der einfachen Inschrift: »Dem Dichter August Friedrich Ernst Langbein, geboren am 6. September 1757, gestorben am 2. Jänner 1835, von seinen Freunden und Verehrern.« Auf der Spitze des Kreuzes befindet sich eine goldene Kugel mit einem Schmetterlinge, am Fuße desselben lehnt eine große stark bronzirte und vergoldete Leyer von Eisen mit einem Lorberkranze [sic!]. Das Ganze erhebt sich auf einem Würfel von Granit.“

## Ehrungen

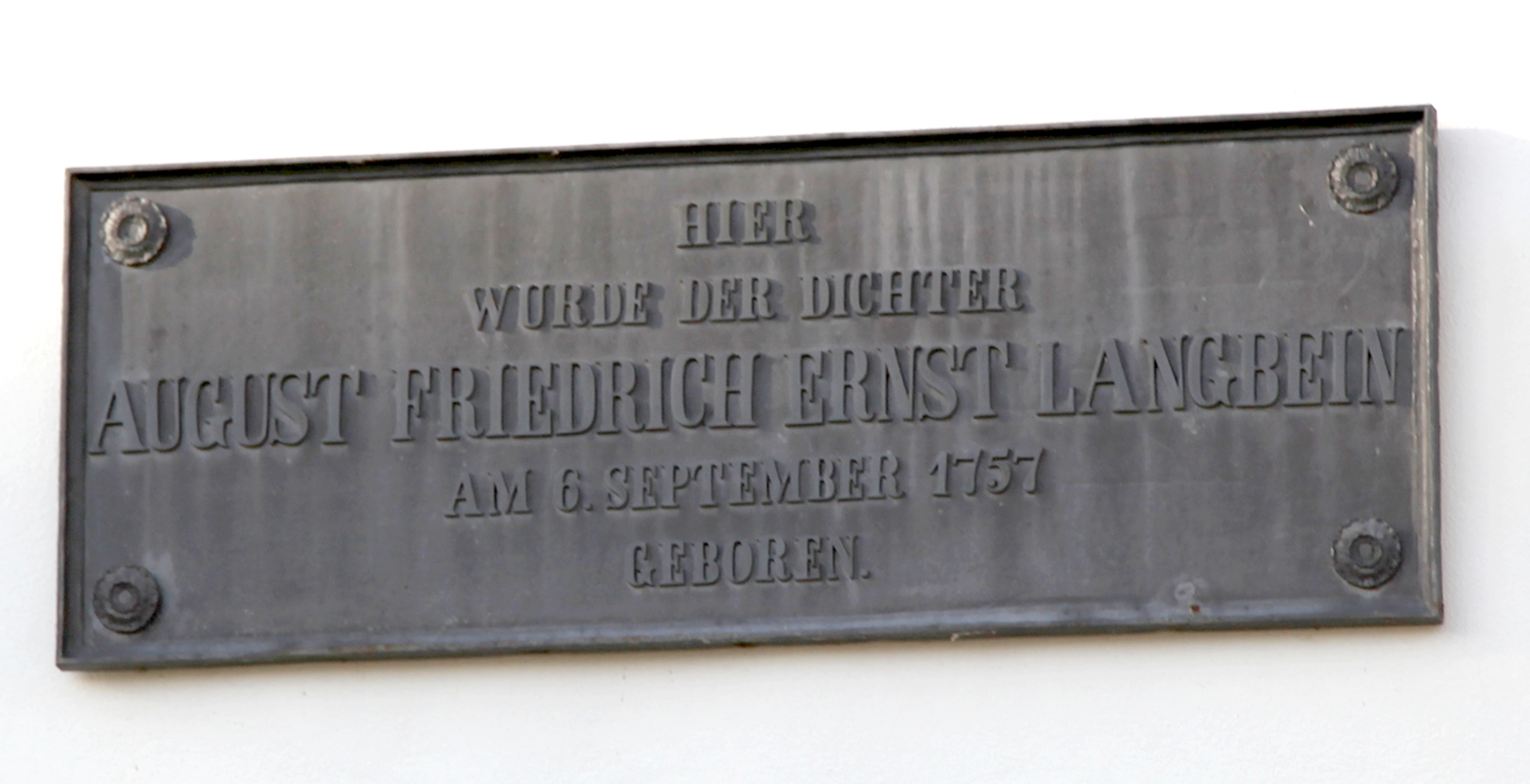
Gedenktafel für A. F. E. Langbein am Schloss Klippenstein Radeberg

Eine Gruppe von Bürgern aus Langbeins Geburtsstadt Radeberg führte 1867 eine private Geld-Sammlung mit dem Ziel der Ehrung Langbeins durch und fasste am 20. November 1867 den Beschluss, an seiner Geburtsstätte Schloss Klippenstein Radeberg eine Gedenktafel anzubringen. Diese von der Glasformenfabrik und Eisengiesserei A. Geißler KG Radeberg in Gusseisen hergestellte Tafel mit der Inschrift „Hier wurde der Dichter August Friedrich Ernst Langbein am 6. September 1757 geboren“ ist am 6. September 1868, dem 111. Geburtstag Langbeins, direkt über dem südlichen Schloss-Portal angebracht und eingeweiht worden. In den 1930er Jahren ist die Gedenktafel ca. 10 m nach links an die Südwest-Außenwand der Vorburg verlegt worden.
Zu Ehren des Dichters Langbeins, seines Vaters und seines Großvaters wurde in Radeberg die 1901 gebaute „Langbeinstraße“ benannt. Der Stadtrat Radeberg verwaltete noch 1885 die „Langbein-Stiftung“. Im Schloss Klippenstein wurde ein „Langbein-Zimmer“ eingerichtet.

## Kritik
Langbein wurde vor allem mit humoristischen Romanen wie Thomas Kellerwurm oder Magister Zimpels Brautfahrt populär.
In seiner Lyrik, vor allem in seinen Balladen, findet sich bisweilen ein Hang zur Frivolität, vor allem bedient Langbein das scherzhafte Genre. Er gehörte neben Friedrich Gustav Schilling (1766–1839), August Lafontaine, Friedrich Laun (d. i. Friedrich August Schulze, 1770–1849) und Heinrich Clauren zu den beliebtesten Unterhaltungsschriftstellern im ersten Drittel des 19. Jahrhunderts. Zahlreiche seiner Werke wurden von dem hannoverschen Hofmaler Johann Heinrich Ramberg illustriert. Langbein war so berühmt und gesucht, dass sogar einige Zeitgenossen unter seinem Namen publizierten.
Langbeins humorvolle Erzählung Die Fledermaus (aus Feyerabende) wurde von Karl Friedrich Hensler zu einem Lustspiel verarbeitet.

## Werke
- Zwey Lustspiele. 1788 OCLC 1134332688 (Digitalisat der Staatsbibliothek zu Berlin)
  - Liebhaber wie sie sind und wie sie seyn sollen, ein Lustspiel in fünf Akten
  - Die Todtenerscheinung, eine Posse nach Hauteroche, Noël Lebreton de Hauteroche (1617–1707)
- Gedichte. Leipzig 1788 OCLC 838979216 (Digitalisat der Niedersächsischen Staats- und Universitätsbibliothek Göttingen)
- Texte im Göttinger „Musen-Almanach“. 1790
- Schwänke. 2 Bde., Dresden u. Leipzig 1791–92
- Feyerabende. 3 Bde., Leipzig 1793–98
- Ball-Lieder. 1798
- Talismane gegen die lange Weile. 3 Bde., Berlin 1801–1802
- Der graue König. Ein novantiker Roman. Berlin 1803
- Thomas Kellerwurm. Berlin 1806
- Der Sonderling und seine Söhne. Roman. Berlin 1809
- Neuere Gedichte. 2 Bde., Tübingen 1812–23
- Sämmtliche Schriften. Vollständige, vom Verfasser selbst besorgte, verb. u. verm. Original-Ausg. letzter Hand. 31 Bde., Stuttgart 1835–37

(Einige Briefe Langbeins finden sich in: Briefe von und an Gottfried August Bürger. Hrsg. von Adolf Strodtmann. 4 Bde., Berlin, 1874.)

„Der Männer Selbstsucht bannte gern die Frauen

Nur in der Hausgeschäfte Kreis

Und vielen grünt (das, Freundin, im Vertrauen)

Auch bloß am Herd ihr Lorbeerreis.

Dich aber rief, beschenkt mit höhern Gaben,

Zur Staffelei der Musen Gunst,

Den Geist mit Geist zu fesseln und zu laben,

Gelingt dem Zauber deiner Kunst.“